# Działka zabudowana
Działka zabudowana – termin używany jako określenie działki gruntu, na której zlokalizowane są budynki lub budowle. Polskie ustawodawstwo nie definiuje pojęcia działki zabudowanej.
Z pojęciem działki zabudowanej utożsamia się nieruchomości gruntowe zabudowane i zurbanizowane, a także grunty rolne zabudowane.